# انبرن (باركشير)
انبرن (بالإنجليزية: Enborne)‏ هي قرية و أبرشية مدنية تقع في المملكة المتحدة في إنجلترا. يقدر عدد سكانها بـ 735 نسمة ومساحتها 8.85 كم2 .